# Saif Rashid (cầu thủ bóng đá, sinh 1994)
Saif Rashid (sinh ngày 25 tháng 1 năm 1994) là một cầu thủ bóng đá người Các Tiểu vương quốc Ả Rập Thống nhất hiện tại thi đấu ở vị trí tiền đạo cho Al-Sharjah SCC.

## Sự nghiệp quốc tế

### Bàn thắng quốc tế
Bàn thắng cầu thủ ghi và tỉ số cuối cùng của đội tuyển Các Tiểu vương quốc Ả Rập Thống nhất.
| # | Ngày                 | Địa điểm                   | Đối thủ | Bàn thắng | Tỉ số | Giải     |
| - | -------------------- | -------------------------- | ------- | --------- | ----- | -------- |
| 1 | 20 tháng 11 năm 2018 | Sân vận động Zabeel, Dubai | Yemen   | 1–0       | 2–0   | Giao hữu |

## Danh hiệu
Al Ahli
Á quân
- Giải bóng đá hạng nhất quốc gia Các Tiểu vương quốc Ả Rập Thống nhất Bảng A: 2012–13
- UAE League Cup: 2014–15